# Sephisa
Sephisa är ett släkte av fjärilar. Sephisa ingår i familjen praktfjärilar.
Kladogram enligt Catalogue of Life:

## Bildgalleri

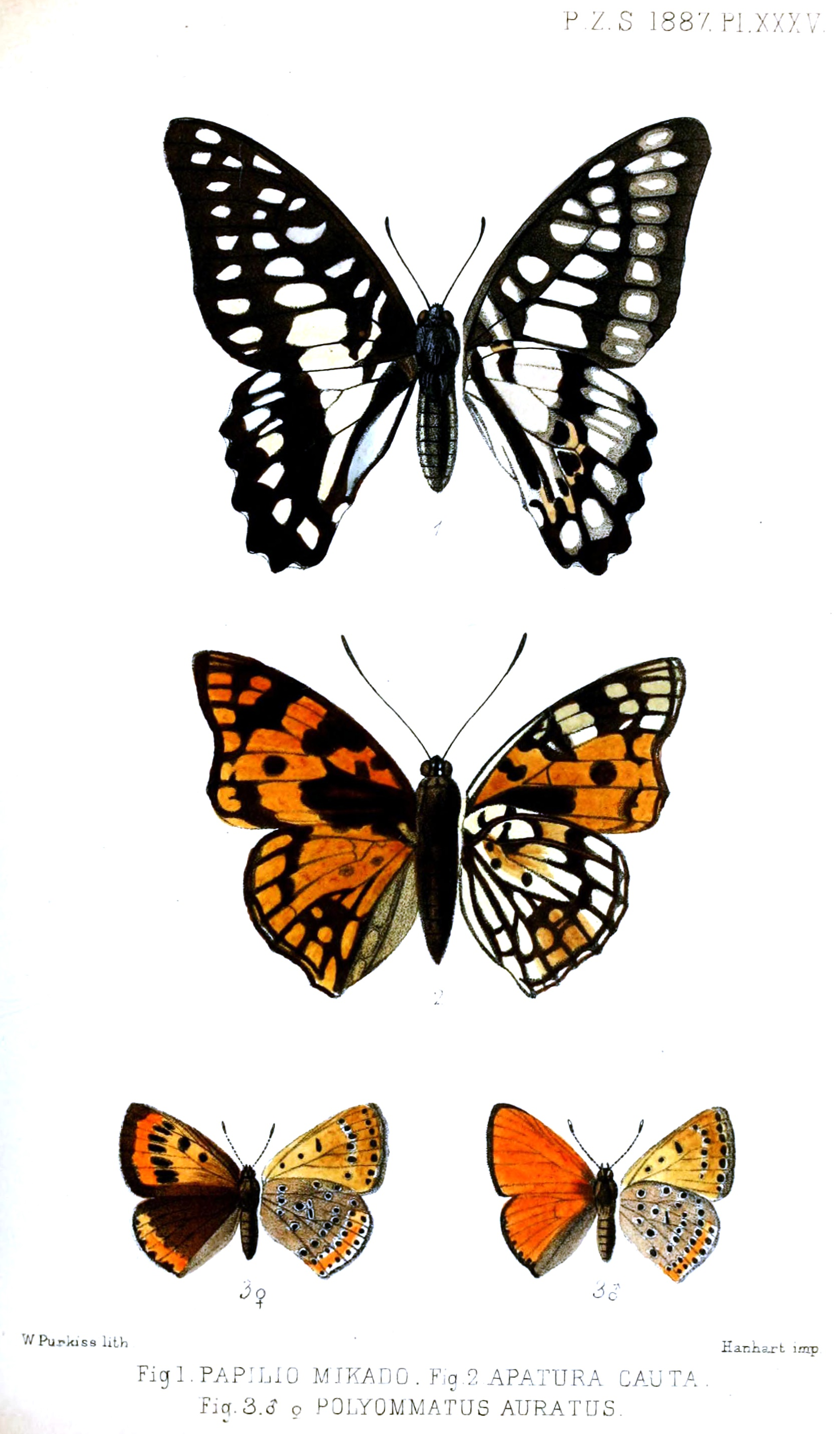
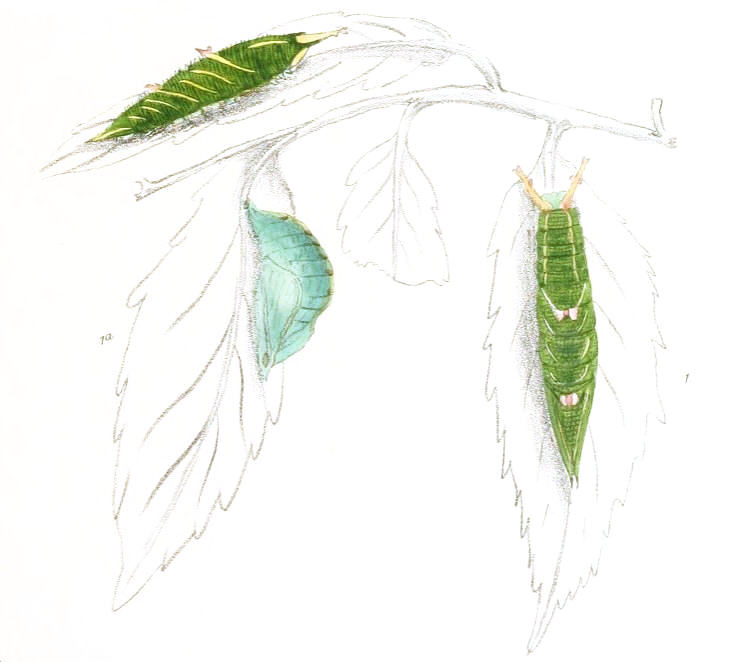